# Wilhelm Bartelmann
Ludolph Wilhelm Eduard Bartelmann, född 7 oktober 1845 in Bergedorf, död 25 juli 1930 i Rostock, var en tysk korgmakare och uppfinnare av strandkorgen.
Wilhelm Bartelmann kom från en familj av korgmakare i Lübeck, lärde sig sin fars yrke och öppnade en verkstad i Rostock vid 25 års ålder. Här blev han utnämnd till hovkorgmakare hos storhertigen av Mecklenburg-Schwerin. År 1882 kom Elfriede Maltzahn, som led av reumatism, från Rostock till hans verkstad och bad om en sittplats för stranden som skydd mot sol och vind, vilket inspirerade Wilhelm Bartelmann att tillverka en "strandstol" av flätad pil. Strandstolen väckte stor uppmärksamhet bland andra badgäster som också ville sitta bekvämt på stranden. Efterfrågan på den nya möbeln ökade dramatiskt. Prototypen var en ensitsig men Bartelmann utvecklade året därpå en modell för två personer, som senare fick namnet strandkorg. Sommaren 1883 öppnade Bartelmanns fru Elisabeth den första strandkorguthyrningen nära Warnemündes fyr. Familjen expanderade verksamheten och etablerade filialer i flera städer i Mecklenburg. En av dessa filialer, i Kühlungsborn vid östersjökusten, har drivits av familjen i över 100 år.
Bartelmann avslog både idén om att producera sin uppfinning industriellt och att patentera strandkorgen. Han såg sig själv som en hantverkare och utrustade snart sina strandkorgar med detaljer som markiser, fotstöd, armstöd och sidobord. Gesäller som Franz Schaft och Johann Falck, som hade lärt sig från Bartelmann, grundade fabriker i början av 1900-talet som levererade strandkorgar till hela Östersjöområdet. På 1920-talet erövrade strandkorgen i stort antal stränderna vid Nordsjön och Östersjön. Idag finns strandkorgar över hela världen.